# 13679 Shinanogawa
13679 Shinanogawa eller 1997 OZ1 är en asteroid i huvudbältet som upptäcktes den 29 juli 1997 av den japanske amatörastronomen Tomimaru Okuni vid Nanyō-observatoriet. Den är uppkallad efter floden Shinanogawa.
Asteroiden har en diameter på ungefär 6 kilometer.